# Bramber
Bramber è una parrocchia civile di 785 abitanti del distretto di Horsham, della contea del West Sussex.

## Geografia fisica
Bramber si trova sul limite settentrionale delle South Downs, sulla riva occidentale del fiume Adur che segna il confine con Upper Beeding.

## Storia
Bramber era il capoluogo di una grande baronia feudale tenuto, dall'XI al XIV secolo dalla famiglia dei Braose, nota per il loro impatto nella storia medievale delle Marche gallesi. Nel villaggio, su un piccolo altopiano, si trovano i resti del castello costruito dalla famiglia.
Il castello di Bramber, originariamente, proteggeva la rape di Bramber, una suddivisione storica della contea del Sussex.

## Monumenti e luoghi d'interesse
- Castello di Bramber

## Infrastrutture e trasporti
Bramber è lambito dalla strada A283 che collega Milford a Shoreham-by-Sea.
Il paese era servito dalla linea ferroviaria che collegava Londra a Shoreham. Questa linea ferroviaria è stata costruita nel 1861 e serviva il paese con una stazione, che si trovava lungo lo Steyning By-Pass.

La ferrovia è stata chiusa, dopo un secolo di servizio, nel 1966, nell'ambito del piano di tagli di Beeching. Il sedime ferroviario è stato convertito nella A283 che, precedentemente, attraversava il centro del paese.
Alcune linee di autobus, gestite da Brighton & Hove e Compass Travel, collegano Bramber ai paesi limitrofi.